# Нижня Каран-Єлга
Нижня Кара́н-Єлга́ (рос. Нижняя Каран-Єлга, башк. Түбәнге Ҡаранйылға) — присілок (в минулому селище) у складі Туймазинського району Башкортостану, Росія. Входить до складу Кандринської сільської ради.
Населення — 19 осіб (2010; 25 у 2002).
Національний склад:
- башкири — 44 %
- татари — 28 %

Стара назва — селище Роз'їзда Каран-Єлга.